# ロウバシガン

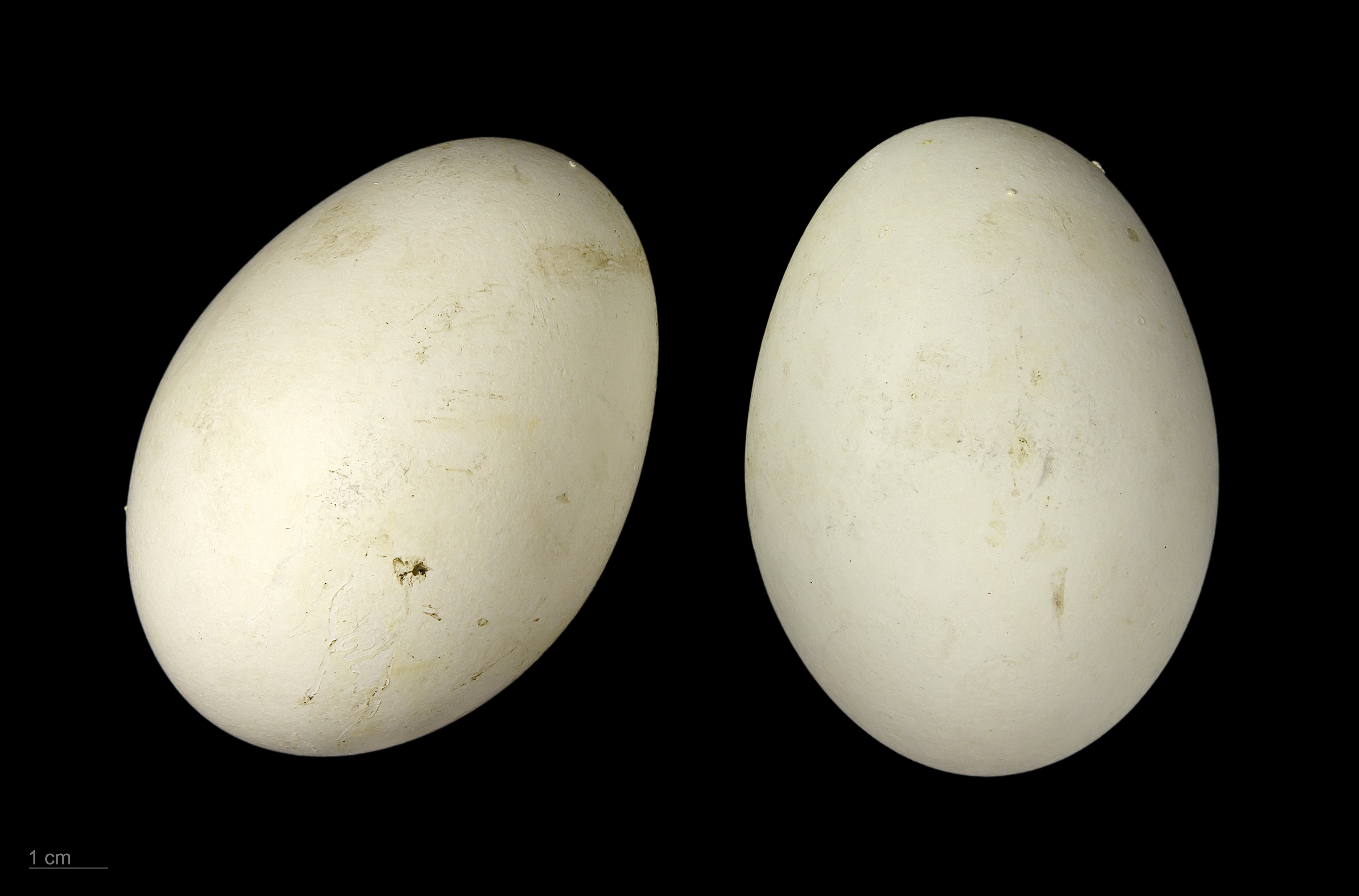
Cereopsis novaehollandiae

ロウバシガン （蝋嘴雁、学名：Cereopsis novaehollandiae）は、カモ目カモ科に分類される鳥類の一種。本種1種でロウバシガン属を形成する。

## 分布
オーストラリア南部

## 形態
全身灰色で、嘴は緑がかった黄色、脚は薄い赤を呈す。体型は典型的なガンのそれだが、脚の作りは他のガンに比べて頑丈で太く、陸での生活に適応している。
嘴全体が蝋膜状の覆いで包まれており、これが名前の由来である。

## 生態
他のガンと異なり陸上での生活に適応している。植物食で、イネ科の植物を好んで食べる。この為、ヒツジを飼う牧場主からは牧草地を荒らす害鳥として嫌われている。非常に縄張り意識の強い鳥で、特に繁殖期には極めて排他的になり、同族のガンはおろかヒトやウシにまで攻撃をしかける事がある。かつては食用として過剰に捕らえられて数が激減した。

## 保全状態評価
- LEAST CONCERN (IUCN Red List Ver. 3.1 (2001))
[1]

## 参照・注釈
1. ↑  Cereopsis novaehollandiae  (Species Factsheet by BirdLife International)